# Проктор (город, Миннесота)
Проктор (англ. Proctor) — город в округе Сент-Луис, штат Миннесота, США. На площади 7,8 км² (7,8 км² — суша, водоёмов нет), согласно переписи 2002 года, проживают 2852 человека. Плотность населения составляет 364 чел./км².
- Телефонный код города — 218
- Почтовый индекс — 55810
- FIPS-код города — 27-52630[1]
- GNIS-идентификатор — 0662232[2]